# Schwartzia brasiliensis
Norantea brasiliensis là một loài thực vật có hoa trong họ Marcgraviaceae. Loài này được (Choisy) Bedell ex Gir.-Cañas mô tả khoa học đầu tiên năm 2001.